# Béla Kiss
Béla Kiss (1877 – desconhecido, provalvemente na decada de 1920) foi um assassino em série húngaro. Pensa-se que matou, pelo menos, 24 mulheres jovens e que tentou conservá-las em vinagre em barris de metal que tinha na sua propriedade.

## Vida
Béla Kiss era um ferreiro que viveu em Czinkota (na altura uma cidade próxima de Budapeste, agora uma vizinhança dentro da própria cidade) desde 1900. Era um astrólogo amador e afiliado com as práticas do oculto. Em 1912 Kiss contratou uma empregada doméstica, Sra. Jakubec, e começou a trocar correspondência com várias mulheres e, por vezes, levava-as a sua casa de Czinkota. Contudo, a sua empregada nunca chegou a conhecer nenhuma delas e Kiss nunca foi íntimo com os seus vizinhos apesar de ser considerado uma pessoa simpática.
Townsfolk também reparou que Kiss guardava vários bidons de metal. Quando questionado, disse à polícia que os enchia com gasolina de forma a preparar-se para a guerra. Quando a Primeira Guerra Mundial começou em 1914, foi recrutado e saiu da sua casa, sob o cuidado da Sra. Jakubec.

## Procura
Em julho de 1916, a polícia de Budapeste recebeu uma chamada do arrendatário  de Czinkota que tinha encontrado diversos bindos de metal. A polícia relembrou-se da situação da gasolina e deixou que soldados mais jovens tratassem do assunto. Ao tentarem abrir os bidons, começaram a sentir um odor suspeito. O detetive chefe Károly Nagy tomou conta da investigação e abrir um dos bindons, apesar dos protestos da Sra. Jakubec. Foi então que descobriram o cadáver de uma jovem mulher. Os outros bindons tinham semelhantes conteúdos. Uma busca à casa de Kiss resultou em 24 corpos.
Nagy informou o exército que deveriam prender Béla Kiss imediatamente, se ainda estivesse vivo - existia também a possibilidade de ser um prisioneiro de guerra. O nome, infelizmente, era muito comum. Nagy também prendeu a empregada, Sra. Jakubec e pediu aos correios para deter quaisquer correspondência para Kiss, no caso de ter um cúmplice que poderia informá-lo. Nagy inicialmente suspeitou que Jakubec poderia ter algo a ver com os assassinatos, especialmente quando Kiss lhe deixou dinheiro no testamento.
Jakubec assegurou à polícia que não sabia de nada sobre os assassinatos. Mostrou à polícia um quarto secreto que Kiss tinha dito para ela nunca entrar. O quarto estava cheio de estantes mas também com uma secretária com várias cartas (Kiss mantinha correspondência com 74 mulheres) e ainda um álbum de fotos, Muitos dos livros eram sobre venenos ou estrangulação.
Pelas cartas, Nagy percebeu várias coisas. A carta mais antiga era de 1903 e tornou-se claro que Kiss estava a defraudar as mulheres que procuravam casamento. Pôs anúncios nas colunas de casamento de vários jornais e tinha selecionado maioritariamente mulheres que não tinham parentes vivendo perto e sabia que ninguém ia dar pela sua falta. Ele iludiu-as e convenceu-as a enviarem-lhe dinheiro. A polícia também encontrou dois artigos antigos de tribunal que comprovavam que as vítimas tinham iniciado processo em tribunal contra ele, devido ao dinheiro. Ambas as mulheres tinham desaparecido e o caso tinha sido arquivado.
Cada mulher que tinha ido à casa tinha sido estrangulada. Kiss conservava os seus corpos em alcool e os fechava nos bidons. A polícia encontrou nos corpos marcas de agulhas nos pescoços e que os seus corpos tinham sido drenados de sangue. Isto levou-os a acreditar que Kiss era algum tipo de vampiro.

## Fuga
A 14 de outubro de 1916, Nagy recebeu uma carta dizendo que Kiss estava a recuperar num Hospital na Sérvia. Nagy chegou demasiado tarde - Kiss tinha fugido e substituído o seu corpo por um cadáver de um soldado. Nagy alertou toda a polícia húngara. Contudo, todas as buscas da polícia não tiveram sucesso.
Em várias ocasiões depois, especulou-se que Kiss tinha fingido a sua morte trocando identidades com um soldado morto durante a guerra. Supostamente, foi várias vezes visto ao longo dos anos e existem vários rumores sobre o seu destino, incluindo que foi preso por roubo na Roménia ou que morreu de febre amarela na Turquia.

## Curiosidades
Em 1920, um soldado na Legião Francesa reportou sobre outro legionário chamado Hoffman (o nome Kiss foi usado em algumas cartas) que se vangloriava várias vezes sobre como era bom a usar um garrote, e que se enquadrava na descrição de Kiss. "Hoffman" desertou antes que a polícia chegasse a ele.
Em 1932, o detetive de homicídios Henry Oswald estava certo que tinha visto Kiss a sair do metro em Times Square, na cidade de Nova York. Também havia rumores que Kiss estava a viver e a trabalhar como porteiro mas não se conseguiu verificar. Quando a polícia chegou para entrevistar o porteiro, já se tinha ido embora.
Kiss eventualmente morreu e o exato número de vítimas permanece desconhecido.

## Cultura popular
- A peça "23" de Antonin Artaud foi inspirada neste caso.
- O filme de terror alemão "Bela Kiss: Prólogo" do diretor Lucien Förstner, lançada em 2013, foi baseada na biografia de Kiss.